# The Three Musketeers (Hanna-Barbera)
The Three Musketeers foi um desenho estadunidesene, com produção Hanna-Barbera. Estreou em 1968 e teve 18 episódios.
Baseado no famoso romance Os Três Mosqueteiros, de Alexandre Dumas. Conta a história dos mosqueteiros, soldados fiéis à Monarquia francesa e protetores da rainha. O trio é formado por Athos, Porthos e Aramis, além do jovem e destemido D'Artagnan.
O nome mosqueteiro vem da arma utilizada pelos mesmos, um tipo de espingarda, chamada de mosquetão. Mas apesar do nome, eram famosos por sua habilidade com a espada.

## Episódios
1. The Littlest Musketeer
2. The Jewel Of India
3. A Letter Of Peril
4. The Ring Pictures
5. The Plot Of The Puppetmaster
6. The Moorish Galley
7. The True King
8. The Pirate Adventure
9. The Evil Falconer
10. The Mysterious Message
11. The Challenge Of The Crown
12. The Red Duke
13. The Outlaw Archer
14. Tooly's Dream
15. The Haunted Castle
16. A Fair Day For Tooly
17. Tooly's Treasure Hunt
18. Tooly's Surprise

## Dubladores

### Nos Estados Unidos
- D'Artagnan: Bruce Watson
- Athos: Jonathan Harris (o Dr. Smtih de Perdidos no Espaço)
- Porthos: Barney Phillips
- Aramis: Don Messick
- Toulie: Ted Eccles
- a Rainha: Julie Bennet
- Lady Constance: Julie Bennet

### No Brasil
- D'Artagnan: Neville George e André Filho
- Aramis: Ribeiro Santos
- Athos: Domício Costa
- Pothos: Amaury Costa e Antonio Patiño
- Toulie: Sônia Moraes e Luis Manuel
- a Rainha: Maralise Tartarine
- Lady Constance: Míriam Thereza